# シュテルン音楽院
シュテルン音楽院（ドイツ語: Stern'sches Konservatorium）は、ベルリンに存在した音楽学校。教員や学生には多くの有名音楽家がいた。現在はベルリン芸術大学の一部になっている。

## 歴史
音楽院の始まりは、ユリウス・シュテルン、テオドール・クラク、アドルフ・ベルンハルト・マルクスの3人が1850年に創設したベルリン音楽学校（Berliner Musikschule）であった。クラクは1855年に彫刻と三次元立体芸術のアカデミーを新設するため、音楽院から身を引いた。さらに、1856年にマルクスが引退するとシュテルン一家の支配が強まり、シュテルンの名を冠するようになる。1894年に学長を引き継いだグスタフ・ホーレンダーは、音楽院の場所をベルリン・フィルハーモニー管弦楽団のコンサートホールがあったベルリン、クロイツベルク区のベルンブルガー通り（Bernburger Straße）へと移した。
ナチスの強制的同一化に伴い、シュテルン音楽院は1936年に『帝国首都ベルリン音楽院 Konservatorium der Reichshauptstadt Berlin』に改称してナチス・ドイツの管理下に置かれた。ホーレンダーの後継者らは強制排除され、『ホーレンダー私立ユダヤ音楽学校』を運営したが、1941年にはホロコーストの犠牲となった。
1945年に第二次世界大戦が終結すると、音楽院は再び改名されて『都市音楽院 Städtisches Konservatorium』となり、東ベルリンに置かれた。これは1966年に公立学校の『音楽高等アカデミー Akademische Hochschule für Musik』と合併して『州立音楽・演劇芸術学校 Staatliche Hochschule für Musik und Darstellende Kunst』となり、2001年からはベルリン芸術大学となって現在に至る。

## 学長
- 1850–1883: ユリウス・シュテルン
- 1883–1888: ロベルト・ラデッケ
- 1883-1894: イェニー・メイヤー（ドイツ語版）
- 1894-1915: グスタフ・ホーレンダー
- 1915-1930: アレクサンダー・フォン・フィーリッツ（ドイツ語版）
- 1930-1933: パウル・グレーナー
- 1933-1935: ジークフリート・エベルハルト（ドイツ語版）

帝国首都ベルリン音楽院
- 1936-1945: ブルーノ・キッテル（ドイツ語版）

都市音楽院
- 1946-1949: ハインツ・ティーセン
- 1950-1960: ハンス・ヨアヒム・モーザー（英語版）

## 教授
- 1854-1864 ハンス・フォン・ビューロー
- 1855- ?: フェルディナント・ラウプ
- 1864-1871: ルドルフ・ラデッケ（ドイツ語版）
- 1866-1869: フリードリヒ・キール
- 1867-1878: エドゥアルト・フランク
- 1874-1877: アルノルト・クルーク
- 1890-1897: フリードリヒ・ゲルンスハイム
- 1897-1903: ハンス・プフィッツナー
- 1884-1906(?): ゲオルク・フォン・ペーテルセン（Georg von Petersenn）
- mind. 1896-1911: マルティン・クラウゼ
- 1897-1904: エルンスト・イェドリツカ（? Ernst Jedliczka）
- 1898-1905: エルンスト・エドゥアルト・タウベルト（? Ernst Eduard Taubert）
- 1906-1915: レオ・ポートノフ（英語版）
- 1900-1920: エンゲルベルト・フンパーディンク
- 1902-1903 と 1911: アルノルト・シェーンベルク
- 1904-1924: アルトゥール・ヴィルナー（英語版）
- mind. 1919-1929: ルドルフ・マリア・ブライタウプト（ドイツ語版）
- 1934-1940, 1962-1966: コンラート・ヴェルキ
- 1935-1960: コンラート・ハンゼン
- ヘルベルト・アーレンドルフ（Herbert Ahlendorf）
- ヴィルヘルム・クラッテ（Wilhelm Klatte）
- ジェームス・クヴァスト
- マックス・ユリウス・レーヴェンガルト（ドイツ語版）
- パウル・ルツェンコ（? Paul Lutzenko）
- ゼルマ・ニックラス＝ケンプナー（ドイツ語版）
- グスタフ・ポール（Gustav Pohl）
- ニコラウス・ロートミュール（Nikolaus Rothmühl）
- ヴィクトール・ホーレンダー（ドイツ語版）
- レオポルト・シュミット（Leopold Schmidt）
- ロベルト・レーシュ（Robert Lösch）
- 1992-2012: ダフィト・フリートマン（David Friedman）

## 著名な卒業生
- 1860-1862: ヘルマン・ゲッツ
- 1884- ? : ブルーノ・ワルター
- 1884-1885: ゲオルク・ヴィルヘルム・ラウヒェネッカー（英語版）
- 1892-1894: アルベルト・ネポムセーノ（英語版）
- 1896: エトヴィン・フィッシャー
- 1901-1903: カール・シューリヒト
- 1902-1903: メリッタ・レヴィン（Melitta Lewin）
- 1903-1907: エミール・ホーニヒベルガー（Emil Honigberger）
- 1903-1906: チャールズ・トムリンソン・グリフス
- 1905: オットー・クレンペラー
- 1906-1908: マヌエル・ポンセ
- 1906-1909: クララ・アブラモヴィツ（Clara Abramowitz ソプラノ）
- 1912-1917: メータ・ザイネマイヤー（英語版）
- 191?-191?: ミーシャ・ポートノフ（Mischa Portnoff）
- 1913-1915: マルガレーテ・クレーマー＝ベルガウ（Margarete Krämer-Bergau）
- 1913-1918: クラウディオ・アラウ
- 1914-1924: フレデリック・ロウ（英語版）
- 1915-1920: リジー・フィッシャー（? Lisy Fischer ピアニスト）
- 1924-1926: マルク・ラヴリー
- 1924-1929: ケース・ファン・バーレン
- 1924-1929: カール・リステンパルト
- 1930-1935: ルート・シェーンタール（英語版）
- 1946-1952: ハンス＝ヴィルフリット・シュルツェ＝マルクラフ（Hans-Wilfrid Schulze-Margraf）
- 1956-1965: クリスティアン・シュミット Christian Schmidt
- ? -1936: ハイム・アレクサンダー（Haim Alexander）
- ロベルト・クリスティアン・バッハマン（Robert Christian Bachmann）
- ? -1933: マンフレッド・ブコフツァー
- ジークフリート・エベルハルト（Siegfried Eberhardt ヴァイオリニスト）
- モーリッツ・モシュコフスキ
- ヨーゼフ・プラウト（ドイツ語版）
- ハインリヒ・ライマース（Heinrich Reimers ピアニスト）
- ヴィリー・ゾンマーフェルト（ドイツ語版）